# Alutiiq (språk)
Alutiiq är ett eskimå-aleutiskt språk som talas i Alaska. Språket anses vara utdöende. Dess närmaste släktspråk är bland annat central jupik.. År 2010 hade språket cirka 400 talare. Sedan 2014 har språket varit ett officiellt språk i Alaska.
Språket skrivs med latinska alfabetet.
Ett gymnasium i Kodiak hade alutiiq som undervisningsspråk år 2010.

## Fonologi

### Vokaler
|             | Främre | Central | Bakre |
| ----------- | ------ | ------- | ----- |
| Sluten      | i      |         | u     |
| Mittenvokal |        | ə       |       |
| Öppen       |        | a       |       |

Källa:

### Konsonanter
|             |          | Bilabial | Alveolar | Palatal | Velar  | Velar    | Uvular | Uvular   |
| ----------- | -------- | -------- | -------- | ------- | ------ | -------- | ------ | -------- |
| Norm.       | Lab.     | Bilabial | Alveolar | Palatal | Norm.  | Lab.     |        |          |
| Nasal       | Nasal    | m̥ \| m   | n̥ \| n   |         | ŋ̊ \| ŋ |          |        |          |
| Klusil      | Klusil   | p        | t        |         | k      | kʷ       | q      |          |
| Affrikat    | Affrikat |          |          | t͡ʃ      |        |          |        |          |
| Frikativ    | Norm.    | f        | s        |         | x \| ɣ | xʷ \| ɣʷ | χ \| ʁ | χʷ \| ʁʷ |
| Frikativ    | Lat.     |          | ɬ        |         |        |          |        |          |
| Lateral     |          |          | l        |         |        |          |        |          |
| Approximant |          |          |          | j       |        | w        |        |          |

Källa:

## Grammatik och lexikon
Räkneord 1-10 på alutiiq:
| 1         | 2      | 3        | 4       | 5        | 6        | 7           | 8         | 9         | 10    |
| --------- | ------ | -------- | ------- | -------- | -------- | ----------- | --------- | --------- | ----- |
| allringuq | mal’uk | pingayun | staaman | talliman | arwilgen | mallruungin | inglulgen | qulnguyan | qulen |